# Antoon De Vylder
Antoon De Vylder (Lokeren, 1940) is een Belgische typograaf, grafisch vormgever en docent.

## Academische loopbaan
De Vylder leerde tijdens zijn studies typografie het vak Drukken en Zetten in het instituut Glorieux te Oostakker. Hierna volgde hij een grafische opleiding. Hij behaalde het aggregaat aan het Antwerpse Plantin Genootschap, de voorganger van het Plantin Instituut voor Typografie.
Hij werd benoemd tot assistent van professor Lucien De Roeck aan het Ter Kameren Instituut te Brussel (van 1963 tot 1969). Na zes jaar assistentschap kreeg hij in 1972 de kans om zijn kennis tot 1996 door te geven aan studenten van de Koninklijke Academie voor Schone Kunsten van Gent, en aan de kunstacademie in Lier. 
In 1995 bepaalde hij mee het nieuwe curriculum voor het Plantin Instituut voor Typografie. Hij werd aangesteld als docent voor boekvormgeving en typografie. Tot 2024 organiseerde De Vylder tentoonstellingen bij het Plantin Instituut, gaf seminaries en was lid tot 2022 van de curriculum- en de onderwijscommissie en van de raad van bestuur. 

## Private sector
Na het behalen van het aggregaat deed De Vylder ervaring op bij verschillende drukkerijen.
In 1969 was hij medeoprichter van het ontwerpbureau Designteam te Antwerpen, samen met Rob Buytaert, Luk Mestdagh en Rudy Verhelst. 
In 1971 richt hij binnen het Internationaal Cultureel Centrum (ICC) Antwerpen de afdeling Film en Foto Centrum (FFC) op. 
Hij organiseerde talrijke monografische fototentoonstellingen van o.a. Jeanloup Sieff 1971, Les Krims 1972, Martine Frank 1972, Duane Michals 1973, Ralph Gibson 1973, August Sander 1973, Eikoh Hosoe 1974, William Klein 1974 e.a. 
In 1976 stopt hij tijdelijk met typografie en specialiseert zich in de muziekinstrumentenbouw, meer bepaald het kopiëren van originele barokblokfluiten. Hij stelt zijn instrumenten tentoon op diverse Internationale Muziekfestivals voor oude muziek in België, Nederland, Duitsland, Zweden, Frankrijk en Boston (USA). 
In 1985 richtte De Vylder zijn eigen ontwerpbureau en private press De Diamant Pers op te Zandhoven. 

## Werken

### Boekontwerp en typografie
Hij verzorgde de vormgeving van tientallen boeken:
- De Gouden Delta der Lage Landen
- De mooiste van Emily Dickinson. 2002, omslagontwerp en typografische vormgeving
- Onder bomen. (poëzie) 1994, omslagontwerp en typografische vormgeving
- Van aarde. (poëzie) 1999, omslagontwerp
- Sterk water: een geschiedenis. (poëzie) 2000, boekvormgeving
- Kritische massa. (poëzie) 2002, boekvormgeving
- Warmteleer. (poëzie) 2004, boekvormgeving
- Vreemdelingen in een wereldstad: Geschiedenis van Antwerpen en zijn Joodse bevolking, omslagontwerp, boekvormgeving
- Ochtendrood en co, gedichten, boekvormgeving
- Luchthonger 2004, vormgeving
- Leven in eikenhouten bijgebouwen (de diamant pers), vormgeving, typesetting

### Tentoonstellingen
- 1992 ‘Embleem en Huisstijl van de Vlaamse Gemeenschap’, Brussel en diverse andere Vlaamse steden
- 1998 ‘50 jaar Grafische Vormgeving in Vlaanderen’

### Realisaties
- 1964 Huisstijl Brouwerij Anglo-Belge, Zulte
- 1969 Huisstijl Salami Imperial, Lovendegem
- 1977 Huisstijl KB-bank, (Design-team), project
- 1977 Tentoonstellingsbouw en publikaties Borobudur, UNESCO, (Design-team), Paleis voor Schone Kunsten,Brussel
- 1989 Embleem en Huisstijl van de Vlaamse Gemeenschap (samen met Herman Lampaert, Visu-L, Brussel)
- 1999 Exhibit OIP, en Exhibit Toekomsttechnologie in het paviljoen ‘150 jaar Société Générale’, Brussel, (Design-team)

## Prijzen
- 1993 Vormgever prijs BGV, Mechelen
- 1995, 1996 Donside Graphic Design & Print Award, best overall entry Belgium, Londen
- Verschillende bekroningen bij de ‘Plantin Moretusprijzen, De Best Verzorgde Boeken’